# Anworth Mortgage Asset
Anworth Mortgage Asset Corporation, (NYSE: ANH), är en amerikansk trust tillika investmentbolag inom fastighetsbranschen, där de investerar främst i värdepapper kopplade till bostadslån med säkerheter i form av värdepapperiserade krediter (Mortgage Backed Securities) från amerikanska bolåneinstitut som Fannie Mae och Freddie Mac.